# کارل گوسلر
کارل گوسلر (انگلیسی: Carl Goßler; ۱۷ آوریل ۱۸۸۵ – ۹ سپتامبر ۱۹۱۴) قایقران روئینگ اهل آلمان بود.